# Poptella
Poptella ist eine Gattung von Süßwasserfischen aus der Salmlerfamilie Acestrorhamphidae, die im Amazonasbecken, im Stromgebiet des Orinoco, in den drei Guayanas und im Einzugsbereich des Río Paraguay und des Río Paraná vorkommt.

## Merkmale
Poptella-Arten erreichen eine Standardlänge von 7 bis 8 Zentimeter und haben, von der Seite gesehen, rundlichen Körper. Charakteristisch für die Gattung ist der erste Flossenstrahl der Rückenflosse, der in einen sattelförmigen, zweispitzigen nach unten gerichteten Auswuchs mit abgerundeten Enden umgewandelt wurde. Die Rundschuppen der Gattung sind relativ groß und glatt. Nur die Basis der Afterflosse ist beschuppt. Auf der Schwanzflosse sind die äußeren Flossenstrahlen auf zwei Drittel ihrer Länge beschuppt. Die Fische sind gelblich-silbrig gefärbt, mit einem dunkleren Rücken und einem schmalen Längsstreifen auf den Flanken, der bis auf den Schwanzstiel reicht. Darüber kann sich noch ein diffuser, breiterer Streifen befinden. Rücken-, After- und Schwanzflosse sind dunkler als der Rumpf. Männchen haben knöcherne Höcker auf den Flossenstrahlen der Afterflosse und der Bauchflossen.
- Schuppenformel: SL 34-37.

## Lebensweise
Poptella-Arten ernähren sich vor allem von Wirbellosen.

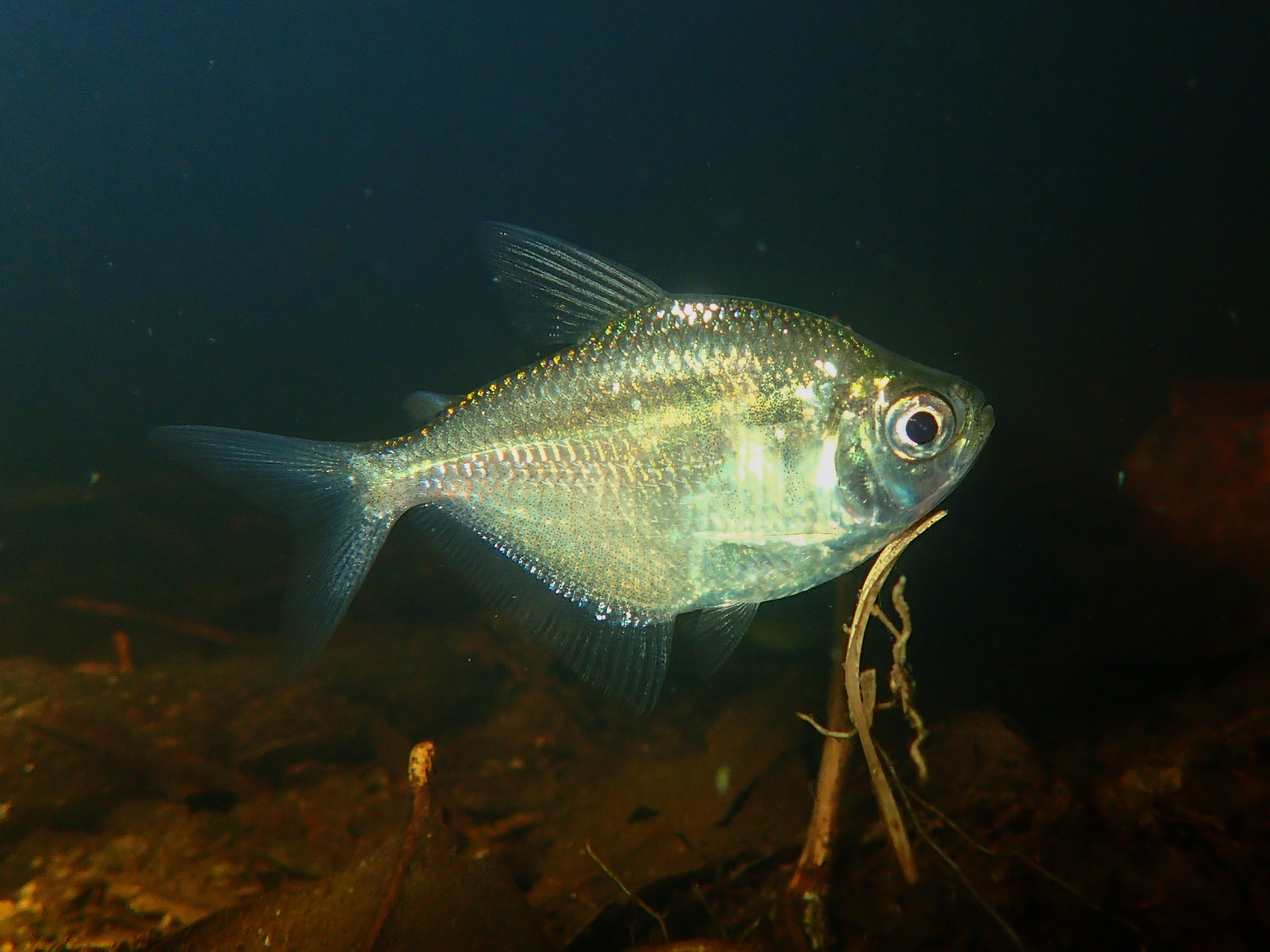
Poptella compressa

## Systematik
Die Gattujng Poptella wurde 1908 durch den US-amerikanischen Ichthyologen Carl H. Eigenmann erstmals wissenschaftlich beschrieben und zu Ehren der niederländischen Ichthyologin Canna Maria Louise Popta benannt. Sie gehört zur Salmlerfamilie Acestrorhamphidae und ist in der Unterfamilie Stethaprioninae die Schwestergruppe der Typusgattung Stethaprion.

## Arten
Es gibt fünf Poptella-Arten:
- Poptella actenolepis Garcia-Ayala & Benine 2019
- Poptella brevispina Reis, 1989
- Poptella compressa (Günther, 1864)
- Poptella longipinnis (Popta, 1901)
- Poptella paraguayensis (Eigenmann, 1907)